# Conseil d'agglomération de Québec
Le conseil d'agglomération de la Ville de Québec est un conseil se réunissant deux fois par mois pour s'entretenir des compétences et des responsabilités entre les villes de l'Agglomération de Québec.